# Парфёнов, Николай Иванович
Николай Иванович Парфёнов (26 июля 1912, Сергиевы-Горки, Гороховецкий уезд, Владимирская губерния — 7 января 1999, Москва) — советский и российский актёр театра и кино; заслуженный артист РСФСР (1968).

## Биография
Николай Парфёнов родился 26 июля 1912 года в селе Сергиевы-Горки Владимирской губернии (ныне Вязниковский район Владимирской области). Его отец служил помощником капитана парохода, ходившим по Волге, а мать, имея на руках шестерых детей, занималась домашним хозяйством. После Октябрьской революции отца назначили директором льномяльного завода, но вскоре он умер.
После смерти отца вся нагрузка по обеспечению семьи легла на старших братьев, Николая и Бориса, которые целый день трудились в поле, и постепенно им удалось поднять хозяйство. В начале 1930-х годов в период коллективизации семья была раскулачена.
Чтобы спасти детей, мать отправила их в Пермь, а сама была отправлена на торфоразработки. В Перми Николай и брат Борис поступили в вуз, но впоследствии были отчислены. 
В Москве они устроились работать арматурщиками на завод «Серп и Молот», а три сестры из четырёх поступили учиться в МГУ. После получения сёстрами образования они устроились на работу, а братья подали документы на поступление в ВУЗы. Николай поступил в студию при Московском театре имени Моссовета, тогда называвшемся театром МГСПС (Театром Московского губернского совета профессиональных союзов), которую окончил в 1935 году. Его однокурсником был Владимир Зельдин.
В 1935—1989 годах — актёр Государственного академического театра имени Моссовета, в котором сыграл большое число характерных ролей.
Парфёнов был одним из самых снимающихся актёров 1960—1980-х годов. На его счету более ста тридцати ролей в кино. Актёр стал своеобразным рекордсменом киножурнала «Фитиль» по количеству снятых эпизодов с его участием: от самых первых выпусков (1963 — «Большой фитиль») и до последних выпусков советского периода он появлялся в кадре практически ежегодно.
В кинематографе его амплуа были сатирические роли чиновников с отрицательными качествами: бюрократы, самодуры, перестраховщики и прочие «кабинетные обитатели». Например, роль чиновника треста столовых и ресторанов товарища Постникова в фильме «Дайте жалобную книгу» (1965), начальника Горкомхоза Сухова в комедии «Семь стариков и одна девушка» (1968). Аналогичные роли были и в киножурнале «Фитиль». Успех Николая Ивановича был в том, что он очень тонко понимал натуру своих героев и часто подсматривал их в реальной жизни. Впрочем, особой актёрской мечтой у Парфёнова было сыграть серьёзную роль писателя Льва Толстого, на которого он внешне, в гриме, действительно, хорошо походил. И лишь однажды, в детском юмористическом журнале «Ералаш» ему это удалось.
Сниматься Парфёнов прекратил, когда ему исполнилось 80 лет.
Скончался 7 января 1999 года в Москве на 87-м году жизни. Похоронен на 59-м участке Химкинского кладбища.

## Личная жизнь
Был женат дважды.
В студенчестве (1935) женился на актрисе театра Ольге Васильевой. От этого короткого брака у них родилась дочь Ирина.
В 1949 г. женился на работнице Моссовета Ларисе Алексеевне. В этом союзе общих детей не было, но как своих Парфенов воспитывал внучек своей второй супруги. Прожил с супругой вплоть до её смерти в 1996-м.

## Почетные звания и награды
- Медаль «За доблестный труд в Великой Отечественной войне 1941—1945 гг.» (1946 г.)
- Медаль «В память 800-летия Москвы» (1948 г.)
- Медаль «За трудовую доблесть» (19 апреля 1949 г.)
- Заслуженный артист РСФСР (8 августа 1968 г.)

## Творчество

### Роли в театре
- 1932 — «Недоросль» Д. И. Фонвизина — Митрофанушка
- 1937 — «Апшеронская ночь» Н. Н. Никитина — Ростиславский — Режиссёр: Евсей Любимов-Ланской
- 1938 — «Порт-Артур» Л. В. Никулина — молодой солдат — Режиссёр: Иван Берсенев
- 1939 — «Путь к победе» А. Н. Толстого — казак — Режиссёр: Евсей Любимов-Ланской
- 1940 — «Трактирщица» Карло Гольдони — слуга кавалера — Постановка: Завадский, Юрий Александрович, Режиссёр: Н. Темяков
- 1941 — «Надежда Дурова» А. С. Кочеткова, Константина Липскерова — Режиссёр: Завадский, Юрий Александрович
- 1942 — «Олеко Дундич» А. Г. Ржешевского, М. А. Каца — вахтенный матрос — Режиссёры: Завадский, Юрий Александрович, С. А. Марголин, С. А. Бенкендорф
- 1944 — «Встреча в темноте» Ф. Ф. Кнорре — Точильщик — Постановка: Завадский, Юрий Александрович, Режиссёр: Г. Лебедев
- 1948 — «Обида» А. А. Сурова — Митька, сын кулака Возжаева, гармонист — Режиссёр: Василий Ванин
- 1948 — «Закон чести» А. П. Штейна, Режиссёр: Завадский, Юрий Александрович — Курчатов
- 1950 — «Рассвет над Москвой» А. А. Сурова — Алексей Силыч Рыжов — Режиссёр: Завадский, Юрий Александрович, Александр Шапс
- 1950 — «Чаша радости» Н. Г. Винникова — Оверя Тарас — Режиссёр: В. Колесаев
- 1950 — «Особое мнение» С. Клебанова, А. Марьямова — Племянников — Режиссёр: Завадский, Юрий Александрович, Александр Шапс
- 1950 — «Товарищи москвичи» И. Б. Кашкадамова и С. Ф. Королькова — Володя — Режиссёр: Юрий Шмыткин
- 1951 — «Шторм» В. Н. Билль-Белоцерковского — Шалай — Режиссёр: Завадский, Юрий Александрович, Елена Страдомская
- 1952 — «Маскарад» М. Ю. Лермонтова — Слуга банкомёта — Режиссёр: Завадский, Юрий Александрович, Ирина Анисимова-Вульф
- 1953 — «Большие хлопоты» Л. Ленча — секретарь парторганизации «Справкоиздата» Струнников — Режиссёр: Александр Шапс
- 1954 — «История одной любви» (Константин Симонов) — Капитан — Режиссёр: Тенгиз Кандинашвили
- 1956 — «Трое» А. М. Горького — Терентий, горбун, дядя Ильи — Режиссёр: Михаил Сидоркин
- 1957 — «Дали неоглядные» Н. Е. Вирты — Степкин — Режиссёр: Завадский, Юрий Александрович
- 1960 — «Летом небо высокое» Н. Е. Вирты — Ермаков, пенсионер — Режиссёр: Завадский, Юрий Александрович
- 1961 — «Осторожно, листопад!» С. В. Михалкова — Сосед — Режиссёр: Оскар Ремез
- 1961 — «Антеи» Н. Я. Зарудного — Матвей Рябой — Режиссёр: Завадский, Юрий Александрович, М. Г. Ратнер
- 1963 — «Обручальное кольцо» А. В. Софронова, Реж. А. Л. Шапс — Иванов Иван Петрович
- 1966 — «Они сражались за Родину» (Михаила Шолохова) — Некрасов — Режиссёр: Алексей Зубов
- 1967 — «Шторм» (новая редакция) В. Н. Билль-Белоцерковского — продразвёрстник — Постановка: Завадский, Юрий Александрович, Режиссёр: Алексей Зубов
- 1969 — «Петербургские сновидения» по Ф. М. Достоевскому — Кох — Режиссёр: Завадский, Юрий Александрович
- 1970 — «Спектакль-концерт» Б. В. Яковлева
- 1971 — «Рим, 17, до востребования» Н. Я. Зарудного — Пуд Пётр Степанович — Режиссер: Алексей Зубов
- 1972 — «Третьего не дано» В. Азерникова — Золотухин — Режиссёры: Завадский, Юрий Александрович, И. А. Данкман
- 1975 — «Возможны варианты» В. Азерникова — дядя от тёти Зины — Режиссёр: Павел Хомский
- 1976 — «День приезда — день отъезда» В. К. Черных — Самсонов, начальник участка — Режиссёр: Завадский, Юрий Александрович, Павел Хомский
- 1979 — «Братья Карамазовы», по роману Ф. М. Достоевского — Трифон Борисыч, хозяин постоялого двора — Режиссёр: Павел Хомский
- 1986 — «Цитата» Л. Г. Зорина — Бобров — Режиссёр: Павел Хомский

### Радиоспектакли
- «Возможны варианты, или По семейным обстоятельствам» (Валентин Азерников) — дядя от тёти Зины
- «В пути» (по мотивам рассказов Константина Паустовского) — Иван Лукич
- «За Быстрянским лесом» (по мотивам романа Василия Шукшина «Любавины») — Елизар
- «Пятый день осенней выставки» (Евгений Носов) — Иван Тихонович
- «Народ бессмертен» Василий Гроссман — Родимцев
- «Четыре ступеньки вниз» А.Кулик — Фурлетов
- «Разгром» (Александр Фадеев) — Морозка

## Фильмография

### Роли в кино
- 1944 — Родные поля — новый председатель Ивановского колхоза (нет в титрах)
- 1946 — Сын полка — Кузьма Горбунов
- 1954 — Верные друзья — зритель в клубе водников (нет в титрах)
- 1955 — Урок жизни — Вася, инженер
- 1956 — Это начиналось так... — милиционер Козлов
- 1957 — Коммунист — коммунист (нет в титрах)
- 1957 — Случай на шахте восемь — Фирсов, начальник участка
- 1958 — Жизнь прошла мимо — Пётр Рябчиков (Рябой)
- 1959 — Жестокость — старший милиционер Воробьёв
- 1960 — Весенние грозы — Иван Николаевич, мастер
- 1961 — Битва в пути — Демьянов
- 1961 — В начале века — крестьянин
- 1961 — Приключения Кроша — Владимир Георгиевич, директор автобазы
- 1962 — Без страха и упрёка — капитан милиции
- 1963 — Большой фитиль — Иван, заведующий базой
- 1963 — Непридуманная история — Лев Фёдорович, рабочий
- 1963 — Первый троллейбус — усатый водитель
- 1963 — Тишина — Аверьянов
- 1963 — При исполнении служебных обязанностей — Иван Иванович, Командир корабля Ил-18 (Москва — Тикси — Магадан)
- 1964 — Верьте мне, люди — начальник исправительной колонии
- 1964 — Дайте жалобную книгу — Иван Семёнович Постников, начальник треста общественного питания
- 1964 — Председатель — Клягин, секретарь райкома
- 1964 — Ко мне, Мухтар! — Губарев, проводник (нет в титрах)
- 1965 — Двадцать лет спустя — городской обыватель
- 1965 — Дети Дон Кихота — Афанасий Петрович, главбух кинотеатра
- 1965 — Тридцать три — Прохоров
- 1966 — Ожидания — бухгалтер
- 1966 — Берегись автомобиля — прокурор на судебном заседании (нет в титрах)
- 1966 — Чёрт с портфелем — Жагар, ответственный за вывоз урожая
- 1967 — Звёзды и солдаты — полковник Белой армии
- 1968 — Братья Карамазовы — буфетчик за стойкой трактира «Столичный город»
- 1968 — Крах — Порфирий Игнатьевич, связной Савинкова
- 1968 — Наши знакомые — сотрудник милиции
- 1968 — Семь стариков и одна девушка — Сухов, начальник горкомхоза
- 1968 — Служили два товарища — белый офицер
- 1968 — Урок литературы — Пантелей Иванович, завхоз
- 1969 — Вальс — Фёдор Семёнович, управдом
- 1969 — Вчера, сегодня и всегда — ведущий дискуссии о моде
- 1969 — Трое — Терентий
- 1969 — Последние каникулы — контролёр в поезде
- 1970 — Кремлёвские куранты — человек на рынке (нет в титрах)
- 1970 — Вас вызывает Таймыр — разгневанный мужчина
- 1970 — Возвращение «Святого Луки» — Матвей Захарович, слесарь-умелец
- 1970 — Денискины рассказы — отдыхающий на скамеечке в парке
- 1970 — Красная площадь — начальник политотдела армии
- 1970 — Серебряные трубы — Федотов, попутчик в поезде
- 1970 — Сохранившие огонь — начальник станции
- 1971 — Долгие проводы
- 1971 — Конец Любавиных — Елизар, отец Клавдии
- 1971 — Тени исчезают в полдень
- 1971 — Море в огне — Волончук, партизан (нет в титрах)
- 1972 — Без трёх минут ровно — Гордеев, инспектор Рыбнадзора
- 1972 — Нервы... Нервы... — Фитюев
- 1972 — Самый последний день — Петрович
- 1973 — Дача — Александр Васильевич, муж Марьи Михайловны
- 1973 — Неисправимый лгун — мужчина в парке, предлагающий выручить деньги за найденный портсигар
- 1973 — Нейлон 100% — пациент Бадеева, председатель комиссии
- 1973 — Ни слова о футболе
- 1973 — Эффект Ромашкина
- 1974 — В восемнадцать мальчишеских лет — Пётр Константинович, библиотекарь лётного училища
- 1974 — Кыш и Двапортфеля — Бузукин, заведующий лабораторией
- 1974 — Свой парень — директор фабрики
- 1974 — Совесть — сослуживец Кудрявцева
- 1975 — Алмазы для Марии — гость Дарьио
- 1975 — Ау-у! — житель деревни / недовольный зритель в зале
- 1975 — Афоня — Борис Петрович, председатель месткома
- 1975 — Ольга Сергеевна — Филипченко
- 1975 — Пузырьки — физрук
- 1976 — Развлечение для старичков — Андрей Андреевич Апраксин, граф
- 1977 — Гонки без финиша
- 1977 — Катина служба — Тимохин
- 1977 — Доброта — сосед Щукиных
- 1977 — Есть идея! — придворный
- 1977 — По семейным обстоятельствам — Трошкин, заместитель Галины Аркадьевны
- 1978 — И это всё о нём — Никита Гурьевич Суворов
- 1978 — Живите в радости — Волнушкин, заместитель начальника по снабжению треста
- 1978 — Пока безумствует мечта — отец Отвёрткина
- 1978 — Последний шанс
- 1978 — Сдаётся квартира с ребёнком — жених
- 1978 — Срочный вызов — Егор Пацайкин
- 1978 — Близкая даль — Василий Кузьмич Буланов
- 1979 — Моя Анфиса — Чечин, начальник СМУ
- 1979 — Летние гастроли — Жгутиков, директор
- 1979 — Фрак для шалопая — охранник в ателье мод
- 1980 — Вечерний лабиринт — гардеробщик
- 1980 — Гражданин Лёшка — метрдотель
- 1980 — Желаю успеха — Степан Трофимович, сосед
- 1980 — Ночное происшествие — начальник смены таксопарка
- 1981 — Мы, нижеподписавшиеся — проводник
- 1982 — Инспектор ГАИ — Василий Кириллович Пушков, начальник сестры Зыкина
- 1982 — Инспектор Лосев — начальник охраны трикотажной фабрики
- 1982 — Не ждали, не гадали! — раздражённый сосед
- 1982 — Профессия — следователь — Миронов из ЖЭКа
- 1982 — Слёзы капали — Кузякин, сотрудник Васина
- 1982 — Чародеи — начальник поезда
- 1983 — Взятка. Из блокнота журналиста В. Цветкова — Петербуржский
- 1983 — Золотые рыбки — Ложкин
- 1983 — Человек на полустанке — Скрыпник
- 1983 — Витя Глушаков — друг апачей — электромонтёр
- 1984 — Очень важная персона — Петряков
- 1984 — Шутки в сторону
- 1985 — Искренне Ваш… — Новиков, начальник цеха
- 1985 — Не ходите, девки, замуж — Трофимов
- 1986 — Повод — Заботкин
- 1986 — Золотая рыбка — неравнодушный зритель на спектакле
- 1987 — Где находится нофелет? — Фёдор Михайлович Голиков, отец Павла
- 1987 — Забавы молодых — сосед
- 1987 — Пять писем прощания
- 1988 — Вам что, наша власть не нравится?! — сторож
- 1988 — Гулящие люди — дядя Ульки
- 1988 — Радости земные
- 1988 — Цитата — Бобров
- 1989 — Закон — архивариус
- 1989 — Князь Удача Андреевич — Илларион Петрович Северьянов, уголовник
- 1989 — Частный детектив, или Операция «Кооперация» — Могильный
- 1990 — Мой муж — инопланетянин — швейцар в ресторане
- 1991 — Плащаница Александра Невского — Аркадий Евгеньевич
- 1991 — Пять похищенных монахов — посетитель тира
- 1991 — Щен из созвездия Гончих Псов — сосед Лиды
- 1991 — Маэстро с ниточкой — зав. клубом
- 1992 — Давайте без фокусов! — Иван Грицаюк, сосед
- 1992 — Отшельник — начальник ЖЭКа
- 1992 — Официант с золотым подносом — сторож
- 1992 — На Дерибасовской хорошая погода, или на Брайтон-Бич опять идут дожди — полковник Петренко, начальник отдела КГБ города Одессы

### Киножурнал «Фитиль»
- 1966 — «Вперёдглядящий» (Выпуск № 44) — кандидат на должность заведующего складом
- 1968 — «Последнее средство» (Выпуск № 73) — начальник
- 1969 — «Частный случай» (Выпуск № 84) — официант
- 1969 — «Новенький» (Выпуск № 91) — сотрудник
- 1970 — «Дорогие слова» (Выпуск № 94) — бригадир
- 1970 — «Ложка дёгтя» (Выпуск № 97) — выступающий
- 1970 — «Фонд критики» (Выпуск № 99) — начальник
- 1970 — «Закон природы» (Выпуск № 100) — Прохоров, отец
- 1971 — «Трудная задача» (Выпуск № 107) — начальник
- 1971 — «Конкретно» (Выпуск № 114) — начальник
- 1972 — «Чего дают?» (Выпуск № 127) — командировочный
- 1973 — «После 23-х» (Выпуск № 129) — Николай Киселёв
- 1973 — «Нервотрясение» (Выпуск № 135) — сослуживец
- 1973 — «У канавы» (Выпуск № 138) — бюрократ
- 1974 — «Подхалимы» (Выпуск № 140) — Опрокиднев
- 1974 — «Опасные связи» (Выпуск № 143) — милиционер
- 1974 — «Юморист» (Выпуск № 144) — директор мебельной фабрики
- 1975 — «Недоступная крепость» (Выпуск № 152) — покупатель
- 1975 — «Дорогой собеседник» (Выпуск № 153) — начальник
- 1975 — «Эврика» (Выпуск № 158) — начальник
- 1976 — «Промашка» (Выпуск № 169) — Сидор Степаныч, начальник
- 1976 — «В любую погоду» (Выпуск № 175) — начальник
- 1978 — «Мокрое дело» (Выпуск № 192) — начальник
- 1978 — «Особое задание» (Выпуск № 193) — Штукачёв
- 1978 — «Так-тик» (Выпуск № 195) — владелец часов
- 1978 — «Обмен опытом» (Выпуск № 198) — коллега
- 1979 — «Гангстеры поневоле» (Выпуск № 206) — директор
- 1980 — «Чудак» (Выпуск № 212) — продавец
- 1981 — «Генеральная репетиция» (Выпуск № 229) — начальник
- 1983 — «Всё выше и выше» (Выпуск № 253) — начальник
- 1983 — «Крылатые слова» (Выпуск № 255) — сотрудник
- 1983 — «Ребус» (Выпуск № 259) — Пал Палыч, начальник
- 1985 — «Возмутитель спокойствия» (Выпуск № 273) — покупатель в очереди
- 1985 — «Спихотехника» (Выпуск № 276) — начальник
- 1985 — «Креплёный сервис» (Выпуск № 279) — сантехник
- 1986 — «Престижная профессия» (Выпуск № 285) — начальник
- 1986 — «Неожиданное открытие» (Выпуск № 289) — маляр
- 1987 — «Автограф» (Выпуск № 300) — начальник
- 1987 — «Заход на посадку» (Выпуск № 306) — начальник
- 1988 — «Рискованный эксперимент» (Выпуск № 311) — директор треста столовых
- 1989 — «Ещё раз про это» (Выпуск № 327) — метрдотель гостиницы
- 1991 — «Криминальное танго» (Выпуск № 347) — начальник милиции
- 1991 — «Деревенский репортаж» (Выпуск № 349) — дядя Коля
- 1991 — «Слуга народа» (Выпуск № 353) — отец Ивана
- 1994 — «Неопознанный объект» (Выпуск № 378) — покупатель

### Киножурнал «Ералаш»
- 1976 — «Чудное мгновенье» (Выпуск № 9) — Лев Толстой
- 1985 — «Чао, бамбино!» (Выпуск № 51) — кондуктор-контролёр в автобусе